# Leylā Khānī
Leylā Khānī (persiska: لیلا خانی, Leylī Khāneh) är en ort i Iran.   Den ligger i provinsen Östazarbaijan, i den nordvästra delen av landet, 500 km nordväst om huvudstaden Teheran. Leylā Khānī ligger 1 952 meter över havet och antalet invånare är 125.
Terrängen runt Leylā Khānī är huvudsakligen kuperad, men söderut är den platt. Terrängen runt Leylā Khānī sluttar söderut. Runt Leylā Khānī är det ganska glesbefolkat, med 27 invånare per kvadratkilometer. Närmaste större samhälle är Tokhm Del, 7,0 km sydost om Leylā Khānī. Trakten runt Leylā Khānī består i huvudsak av gräsmarker.